# Хохряковское (сельское поселение)
Хохряковское — упразднённое муниципальное образование со статусом сельского поселения в составе Завьяловского района Удмуртии.
Административный центр — деревня Хохряки.
Образовано в 2005 году в результате реформы местного самоуправления.
25 июня 2021 года упразднено в связи с преобразованием муниципального района в муниципальный округ.

## Географические данные
Находится в центральной части района, граничит:
- на севере с Ягульским сельским поселением
- на востоке с Якшурским сельским поселением
- на юге и западе с территорией, подчинённой мэрии Ижевска

По территории поселения протекает река Вожойка.

## История
Хохряковский сельсовет был выделен из Ягульского сельсовета указом Президиума ВС УАССР от 12 января 1988 года. В 1994 он преобразуется в Хохряковскую сельскую администрацию, а в 2005 в Муниципальное образование «Хохряковское» (сельское поселение).

## Население
| 2010  | 2012  | 2013  | 2014  | 2015  | 2016  | 2017  |
| ----- | ----- | ----- | ----- | ----- | ----- | ----- |
| 5105  | ↘5092 | ↘5025 | ↘4986 | ↗5155 | ↗5471 | ↗5626 |
| 2018  | 2019  | 2020  | 2021  |       |       |       |
| ↗5727 | ↗5833 | ↗5909 | ↗6299 |       |       |       |

## Населенные пункты
| Название                                | Тип населённого пункта          | Население 2012 | Почтовый индекс | ОКАТО          |
| --------------------------------------- | ------------------------------- | -------------- | --------------- | -------------- |
| Хохряки                                 | Деревня, административный центр | ↗6283          | 427011          | 94 216 847 001 |
| Разъезд 13 узкоколейной железной дороги | Починок                         | →16            | 427011          | 94 216 847 002 |

На территории сельского поселения находятся садоводческие некоммерческие товарищества Звезда, Звезда-2, Октябрь, Раздолье, Мир, Пушкинский городок, Источник, Монтажник, Орбита, гаражно-строительные кооперативы Автомобилист-1, Темп, Газовик, Вэм и производственные кооперативы Мир, Полянка.

## Транспорт
Через деревню ходит автобусный маршрут № 315, 320.

## Экономика
- ОАО «Хохряковский леспромхоз»
- ОАО Тепличный комбинат Завьяловский"
- ОАО «Ижтеплоэнергосервис»
- 2 крестьянских (фермерских) хозяйства
- Площадь сельхозугодий: 1,57 км²
- Потребительский ЖСК «Русь»
- ООО «Медведица»
- ООО «Блок»
- ООО «Управление ЖКХ, строительства и благоустройства»
- OОО «Т. Э.М. П.»
- ООО «Автомат»
- ООО «Полюс»

## Объекты социальной сферы
- МОУ «Хохряковская средняя общеобразовательная школа»[16]
- Детский сад «Чипполино»
- Хохряковская врачебная амбулатория
- Библиотека
- Спортивный клуб «Звезда»
- МУ "Санаторий-профилакторий «Завьяловский»
- АУ «Спортивно — культурный комплекс имени Исупова Г. М.»
- ИК-8 ФБУ УФСИН России по Удмуртской Республике